# 埃斯特里区
埃斯特里区（法語：Estrie，法語發音：[ɛstʁi]）位于魁北克省最南部，与美国接壤，是魁北克省著名的旅游区东方区（Les Cantons de l'Est）所在地。面积10195平方公里，人口31萬733人（2011年），下辖6个县，一个独立市舍布魯克（Sherbrooke）。

## 主要城鎮
- Asbestos
- Coaticook
- Cookshire-Eaton
- Danville
- East Angus
- 梅干提克湖 (Lac-Mégantic)
- Magog

- Richmond
- 舍布魯克 (Sherbrooke)
- Stanstead
- Valcourt
- Waterville
- Windsor